# Franky Ribbens
Franky Ribbens (Den Haag, 9 februari 1970) is een Nederlandse scenarioschrijver en acteur.
Hij speelde in films en verschillende televisieseries als Total Loss, Grijpstra en de Gier, Baantjer en Trauma 24/7.
Vanaf 2000 schrijft hij bovendien scenario's voor film en televisie. Hij schreef onder meer de televisieseries Flow en Fok jou! en de film Nachtrit die in 2006 twee Gouden Kalveren won op het Nederlands Film Festival en is door de Nederlandse filmjournalisten uitgeroepen tot de beste Nederlandse film van 2006. Voor deze film over de Amsterdamse taxioorlog deed hij onderzoek in de taxiwereld en kreeg hij alle medewerking van Taxi Centrale Amsterdam. Dat is opmerkelijk omdat de film duidelijk maakt dat er binnen TCA op criminele wijze werd gehandeld.
Franky Ribbens heeft een relatie met regisseur Dana Nechushtan. Ze hebben een zoon en een dochter.

## Scenario's
- 2003 - Vrijdag de 14e: Hoogmoed
- 2006 - Nachtrit
- 2006 - Fok jou!
- 2008 - Flow
- 2009 - 2013 - Penoza (S01, 02, 03)
- 2012 - I'm a cliché videoclip Anouk
- 2013 - Birds; Kill; Pretending as always; The Good Life: 4 videoclips Anouk
- 2014 - 2020 - Hollands Hoop (S01, 02, 03) (televisieserie); bekroond met de Kees Holierhoek Scenarioprijs, de Zilveren Krulstaart, het Gouden Kalf voor Beste Televisieserie 2014, de Gouden Notekraker en de DirectorsNL Award 2018
- 2015 - Vechtershart
- 2022 - Dirty Lines (televisieserie)

## Films
- 2000 - Total Loss
- 2000 - De Belager
- 2001 - Love Trip (Dld)
- 2001 - Uitgesloten
- 2006 - Nachtrit

## Televisie
- 1992 - Spijkerhoek
- 1995 - 20 plus
- 1996-97 - Onderweg naar morgen
- 1998 - Baantjer
- 2000 - Wet & Waan
- 2001 - Kwartelhof
- 2002 - Dunya en Desie
- 2004 - Grijpstra en de Gier
- 2006 - Spoorloos verdwenen